# Samuel Firmino de Jesus
Samuel Firmino de Jesus, of simpelweg Samuel (São Paulo, 7 april 1986), is een Braziliaanse voetballer.

## Carrière
Samuel begon zijn voetbalcarrière bij Ituano FC, waar hij in 2005 debuteerde in het eerste elftal. De club speelde toen in de Braziliaanse Série B. Op 28 juli 2006 tekende hij zijn eerste profcontract bij Ituano.
Zes maanden later belandde de centrale verdediger bij Portuguesa. Een jaar nadien speelde hij op korte tijd voor maar liefst drie clubs: Comercial FC, União São João en Paraná.
In 2009 volgde een overstap naar Joinville. Met die club werd hij in 2010 vicekampioen in het Campeonato Catarinense. Het leverde Samuel een transfer naar de Braziliaanse topclub São Paulo op.
Na enkele maanden haalde Werder Bremen de jonge Braziliaan naar Europa. Samuel kon zich in Duitsland echter moeilijk aanpassen en kwam er niet aan spelen toe. Op het einde van het seizoen vertrok hij naar RSC Anderlecht, waar hij verenigd werd met zijn ex-ploegmaat Diogo.
Zijn debuut bij Anderlecht verliep echter in mineur. Bij een 0-1-voorsprong kopte de Braziliaan de bal in eigen doel. In de slotfase liep hij ook nog zijn mannetje Patrick Amoah lopen die de 2-1 in doel knalde.
In januari 2012 werd het contract van Samuel bij Anderlecht ontbonden.

## Spelerscarrière
| seizoen               | club                    | land      | competitie                   | wed. | goals |
| --------------------- | ----------------------- | --------- | ---------------------------- | ---- | ----- |
| 2004/05               | Ituano FC               | Brazilië  | Série B                      | 3    | 1     |
| 2005/06               | Ituano FC               | Brazilië  | Série B                      | 24   | 0     |
| 2006/07               | Portuguesa              | Brazilië  | Série B                      | 9    | 0     |
| 2007/08               | Comercial Futebol Clube | Brazilië  | Campeonato Paulista Série A2 | 0    | 0     |
| 2007/08               | União São João          | Brazilië  | Campeonato Paulista Série A2 | 0    | 0     |
| 2008/09               | Paraná Clube            | Brazilië  | Série B                      | 1    | 0     |
| 2009/10               | Joinville EC            | Brazilië  | Série D                      | 0    | 0     |
| 2010/11               | São Paulo FC            | Brazilië  | Série A                      | 8    | 0     |
| 2010/11               | Werder Bremen           | Duitsland | Bundesliga                   | 0    | 0     |
| 2011/12               | RSC Anderlecht          | België    | Jupiler Pro League           | 4    | 0     |
| 2011/12               | SC Braga                | Portugal  | Primeira Liga                | 0    | 0     |
|                       |                         |           | Totaal                       | 49   | 1     |
| Bijgewerkt 07-01-2012 |                         |           |                              |      |       |